# جسیکا ساوونا
جسیکا ساوونا (به انگلیسی: Jessica Savona) ژیمناست زادهٔ ۱۹ ژوئیهٔ ۱۹۹۴ میلادی اهل کشور کانادا است.